# Kolorit
Kolorit bezeichnet in der Malerei die Auswahl, Harmonie, Schattierung und Zusammensetzung der verschiedenen Farben in einem Gemälde.
Das Kolorit bezeichnet den farblichen Gesamteindruck eines Bildes, einer Fotografie oder einer Aussicht. Im Kontext der Farbtypenlehre ist damit das Zusammenspiel von angeborenem Hautunterton, Augenfarbe und Haarfarbe gemeint. Auch bei Teppichen spricht man von Kolorit.
Das Wort Kolorit dient oft einer metaphorischen Beschreibung einer Kultur oder Lebensart in einer Region oder einem Gebiet (siehe auch Lokalkolorit). In diesem Sinne wird der Begriff auch in anderen Künsten verwendet, wie der Musik und der Literatur. Besonders in der Musik und im Musiktheater des ausgehenden 19. und beginnenden 20. Jahrhunderts spielt das Kolorit einer Partitur (wie z. B. Puccinis Madama Butterfly) eine wichtige Rolle.
Für den Begriff Kolorit wurde von Philipp von Zesen das deutsche Wort „Farbgebung“ kreiert.
Der Begriff stammt aus dem Italienischen. Anders beschrieben ist es der Zusammenklang von Farben in einem Gemälde und ihre künstlerische Wirkung.

Im übertragenen Sinn bezeichnet Kolorit Details in einem literarischen oder filmischen Werk, die nicht eigentlich zur Handlung gehören, aber dem Ganzen Farbe und Leben verleihen. Spezifisch spricht man vom Lokalkolorit (zum Beispiel in einem Lokalkrimi) oder vom Zeitkolorit (zum Beispiel in einem historischen Roman). Von Lokalkolorit spricht man auch als der Gesamtheit der für eine Stadt oder Region typischen Merkmale.